# Bathyphantes brevis
Bathyphantes brevis é uma espécie de aranhas da família Linyphiidae encontradas nos Estados Unidos e no Canadá.